# Arcygłówka
Arcygłówka (878 m) – szczyt w Paśmie Jałowieckim, które w regionalizacji fizycznogeograficznej Polski według Jerzego Kondrackiego zaliczane jest do Beskidu Makowskiego, w nowszej regionalizacji z 2018 roku do Beskidu Żywiecko-Orawskiego, a w najszerszym ujęciu do Beskidu Żywieckiego. Arcygłówka znajduje się w tym paśmie pomiędzy szczytami Solnisko i Kiczora.
W północno-zachodnim kierunku Arcygłówka tworzy krótki i całkowicie porośnięty lasem grzbiet opływany przez dwa cieki Janickiego Potoku (dopływ Stryszawki). W południowym kierunku, do Skawicy, opada znacznie bardziej bezleśny grzbiet z kulminacjami Gronik, Jaworówka i Miśkowców Groń. Na grzbiecie tym są pola uprawne i zabudowania kilku osiedli miejscowości Zawoja.
Przez szczyt Arcygłówki biegnie granica między miejscowościami Stryszawa i Zawoja, obydwie w powiecie suskim, w województwie małopolskim, oraz żółto znakowany szlak turystyczny. Dzięki otwartym przestrzeniom pól uprawnych ze szlaku rozpościera się dobry widok na Pasmo Babiogórskie, Pasmo Policy i dolinę Skawicy.

## Szlak turystyczny
przełęcz Przysłop – Kiczora – Arcygłówka – Solnisko – Kolędówki – Kolędówka – Babiarzówka – Opaczne – Jałowiec – Czerniawa Sucha – Lachów Groń – Koszarawa. Czas przejścia 6 h, ↓ 6:05 h.